# Schloss Waldenburg (Hohenlohe)

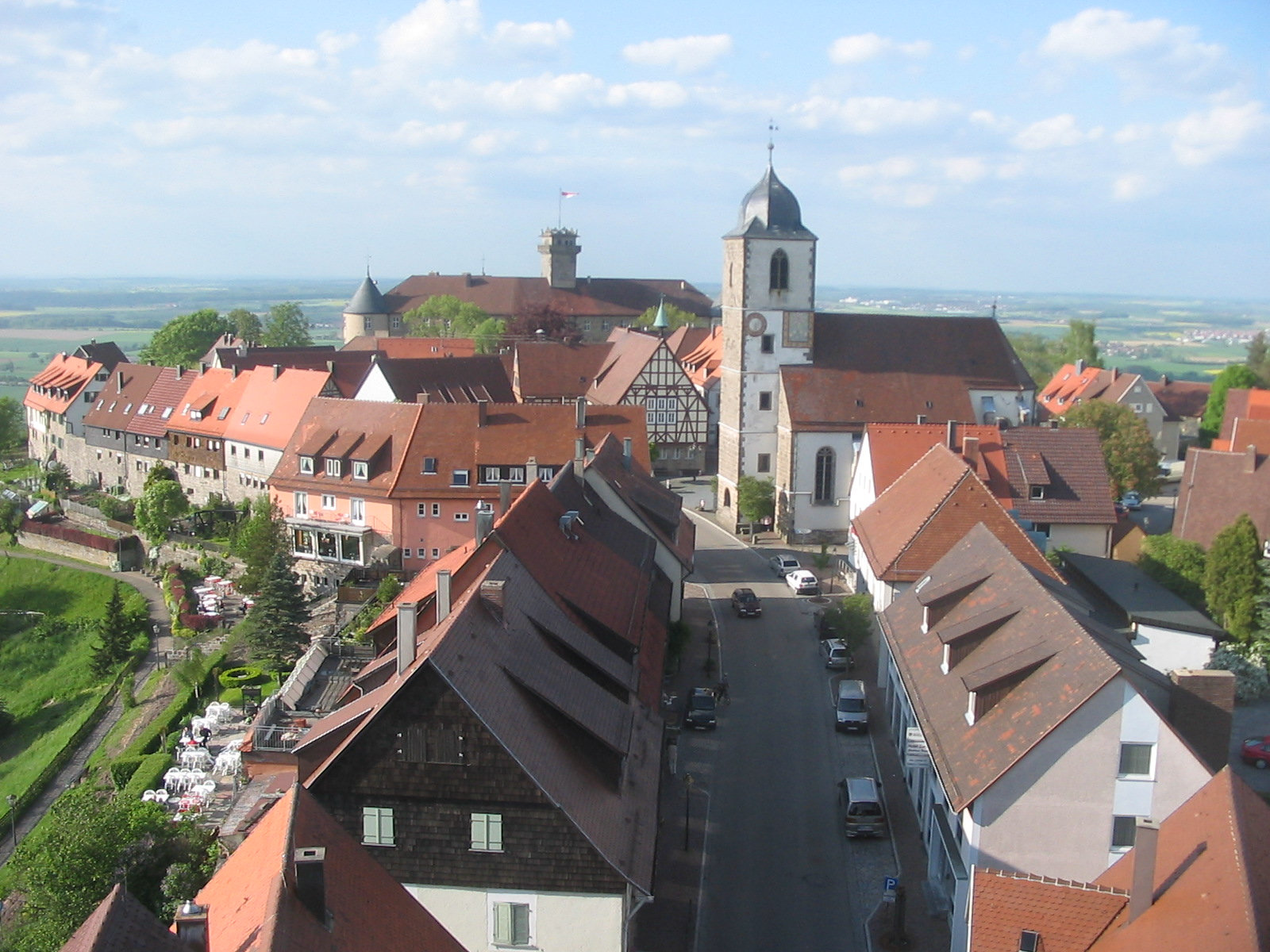
Blick über die Stadt Waldenburg auf das Schloss

Schloss Waldenburg liegt am Rand der Stadt Waldenburg auf einem Bergsporn, der sich über die Hohenloher Ebene erhebt. Der teils als Renaissanceschloss ausgeführte Bau befindet sich im Besitz des Hauses Hohenlohe-Waldenburg-Schillingsfürst.

## Geschichte
Die Region Waldenburg wurde um 1250 Lehen des Adelsgeschlechts Hohenlohe. Eine erste urkundliche Erwähnung einer Burg ist für das Jahr 1253 festzustellen. Die Stadtrechte wurden Waldenburg bereits 1330 verliehen. Der Umbau zum Schloss erfolgte im 16. Jahrhundert, wobei Teile der Veränderungen im 18. Jahrhundert wieder rückgängig gemacht wurden. Hauptsitz für eine der Hohenlohe-Linien wurde das Gebäude 1553. Der Bergfried, auch als Männlesturm bezeichnet, erhielt 1576 seine heutige Gestalt. Im frühen 17. Jahrhundert wurden weitere bauliche Veränderungen, bei denen Heinrich Schickhardt als Berater fungierte, durchgeführt. Das Schloss stand ab 1679 leer, da die Linie Hohenlohe-Waldenburg ausstarb. Die Schlosskirche St. Michael wurde vom Stuckateurmeister Christian Dornacher in den Jahren 1781 und 1782 errichtet. 
Graf Eberhard von Hohenlohe-Waldenburg ließ von 1568 bis 1572 das Schloss Pfedelbach auf den Mauern einer älteren Ministerialenburg als Wintersitz erbauen, da das Klima in Pfedelbach milder war als oben in Waldenburg. 
Im 19. Jahrhundert wurde das Schloss durch eine durch Erbteilung neu entstandene Linie Hohenlohe-Waldenburg umfassend renoviert. Das Schloss fiel, wie auch fast 80 Prozent des gesamten Stadtgebietes, 1945 durch Artilleriebeschuss den Flammen zum Opfer. Von 1948 bis 1963 erfolgte der Wiederaufbau.
Hans Gottfried von Stockhausen (* 12. Mai 1920 auf der Trendelburg; † 8. Januar 2010 in Remshalden-Buoch) war ein deutscher Glasmaler, Maler und Zeichner. Bekannt wurde er vor allem durch seine über 500 Kirchenfenster und architekturgebundenen Arbeiten im In- und Ausland. Sein Atelier unterhielt von Stockhausen auf Schloss Waldenburg, wo er des Öfteren Ausstellungen seiner Werke für die Öffentlichkeit zeigte.

### Waldenburger Fastnacht
Am 7. Februar 1570 hatten Graf Eberhard von Hohenlohe-Waldenburg und seine Gattin, Gräfin Agathe von Tübingen, adelige Freunde und Verwandte zu sich eingeladen, unter anderen den Bruder der Gräfin, Georg III. von Tübingen, den Neffen Graf Albrecht von Hohenlohe-Neuenstein, Valentin von Berlichingen, Kunz von Vellberg und Simon von Neudeck. Möglicherweise angeregt durch das Brauchtum der Gegend, war man auf den Gedanken verfallen, sich zu verkleiden, obwohl drei Jahre zuvor eine Landesordnung erlassen worden war, die das Faschingstreiben untersagte: Die Frauen verkleideten sich als Engel und die Männer als Teufel. Auf dem Fest brach ein Brand aus, der durch ein Kostüm ausgelöst wurde, das Feuer fing. Mehrere Besucher kamen als Folge dieses Unglücks ums Leben, viele wurden schwer verletzt. Was geschah, schildert Hofprediger Apin in einem authentischen zeitgenössischen Bericht:
„Anno 1570, den 7. Februar ist zu Waldenburg übel hergegangen; hat sich ein leidiger Fall begeben, da hat der leidige Satan aus Gottes Verhangnus eine schröckliche Tragödien und Spectacul angerichtet, und als ein arger Schadenfroh sein Mutlein nach Lust gekühlt: darum soll man ihn nit über die Tür malen, noch zu Gast laden, denn er kommt wohl von ihm selbst, oder wo er gleich selbst nit hinkommt, da schickt er seine Boten hin.
Damals waren zu Waldenburg in der Fastnacht, neben den Grafen und neben denen von Adel beieinander neun Gräfinnen, deren etliche vermummten sich mit einem englischen schönen Habit, gingen daher in gar weißer Kleidung mit weißen papiernen Flügeln, wie man die Engel pflegt zu malen, und trugen auf ihren Häuptern weiße papierne Kronen, darinnen kleine Wachslichtlein brennten und leuchteten: dagegen vermummten sich die Herren und der Adel mit einem scheußlichen Habit, ließen an ihre Hosen und Wammes, Arm und Beinen, dick Werg von Flachs mit Faden stark annähen und knüpfen, daß sie hereintraten zotticht und zerlumpt, wie man die Cacodaemones und schwarze Höllhund pflegt zu malen.
Indem sie nun nach gehaltenem Tanz bei nächtlicher Weile um 10 Schlag uf dem oberen Saal bei dem Licht kniend einander ein Mummtanz bringen, und mit dem Licht nicht fürsichtig umgehen, da gehet vom brennenden Gicht das Werg unversehens an: bald da wird auf dem Saal ein grosser Tumult und Auflauf, ein großer Schreck, Schreien und Klagen: Kunz von Vellberg gibt bald die Flucht, und also vermummt springt er die Schnecken ein, daß er unversehrt davon kommt, und von den andern nit angesteckt wird, aber Veltlin von Berlichingen und Simon von Neudeck, auch Graf Albert von Hohenlohe (Neuenstein) verbrennen so hart, daß sie etliche Wochen zu Bett liegen müssen. Graf Georg von Tübingen empfaht das Nachtmahl den 22. Februar.
Danach (am 5. März), war der Sontag Lätare, (da ihm unversehens ein ander und neuer Zufall zum Brand geschlagen), stirbt um 8 Uhr vormittags und wird darnach den 7. hujus mit seines Gemahls großem Leid, Schmerzen und Wehklagen, begraben zu Oehringen in der Stiftskirchen, da ich dann ihm eine Leichenpredigt gethan, die ich hernach seiner Frau Mutter auf ihr Begehren den 22. Mai mit meines G. H. Leichtpredigt hinein gen Lichteneck geschickt, dagegen ihr Gnaden mir folgendes den 24. Juli durch den von Bubenhofen hat überantworten lassen: ein silbernen Becher mit einem Deckel, darauf deren von Tübingen Wappen ist ausgestochen gewesen. Mein gn. Herr, Graf Eberhard, verbrannt so hart, daß man ihm hernach den 21. und 22. Februar alle Finger an beeden Händen mußte vornen abschneiden, empfing doch zuvor den 29. (das war damals der Sonntag Reminiscere) das Hochwürdige Abendmahl, tat gar eine schöne christliche Bekanntnus, daran ich einen sonderlichen Gefallen hatte. Hernach den 9. Marti, vier Tage nach seines Herrn Schwagers Graf Georgen Abschied, stirbt in der Frauenzimmerstuben um 10 Schlag vormittag in meinem Beiwesen, wird den 11. Tag hujus zu Oehringen in der Stiftskirchen neben seiner Frau Mutter und neben Graf Georgen christseliger Gedächtnus begraben, da ich dann ihm eine Leichtpredigt getan. Den 14. Marti ließ sich Graf Albrecht wieder heim nach Neuenstein fahren, und ist mit Rat und Hülf seiner Frau Mutter wieder aufkommen.“
Bei dem Brand kamen Graf Eberhard von Hohenlohe-Waldenburg und Graf Georg von Tübingen-Lichteneck ums Leben. Beide wurden in der Stiftskirche von Öhringen beigesetzt. In manchen Quellen werden auch Valentin von Berlichingen, Simon von Neudeck und Graf Albrecht von Hohenlohe-Neuenstein fälschlich zu den Todesopfern gezählt.

## Bauten
Das Schloss wurde äußerlich soweit möglich nach historischem Aussehen wieder aufgebaut. Teile des Baus sind im Renaissancestil, während die Schlosskirche bereits klassizistische Elemente enthält. Die Innenräume wurden nicht mehr originalgetreu, sondern vereinfacht wieder aufgebaut.

## Siegelmuseum
Im Erdgeschoss des Schlosses ist seit 1972 ein Siegelmuseum eingerichtet. Die Sammlung geht bis in das 19. Jahrhundert zurück und wurde von Fürst Karl zu Hohenlohe-Waldenburg begründet. Er gilt als einer der Gründerväter der Sphragistik. Die ausgestellten Siegel sind Reproduktionen, die teilweise bereits selbst ein hohes Alter aufweisen.

## Galerie

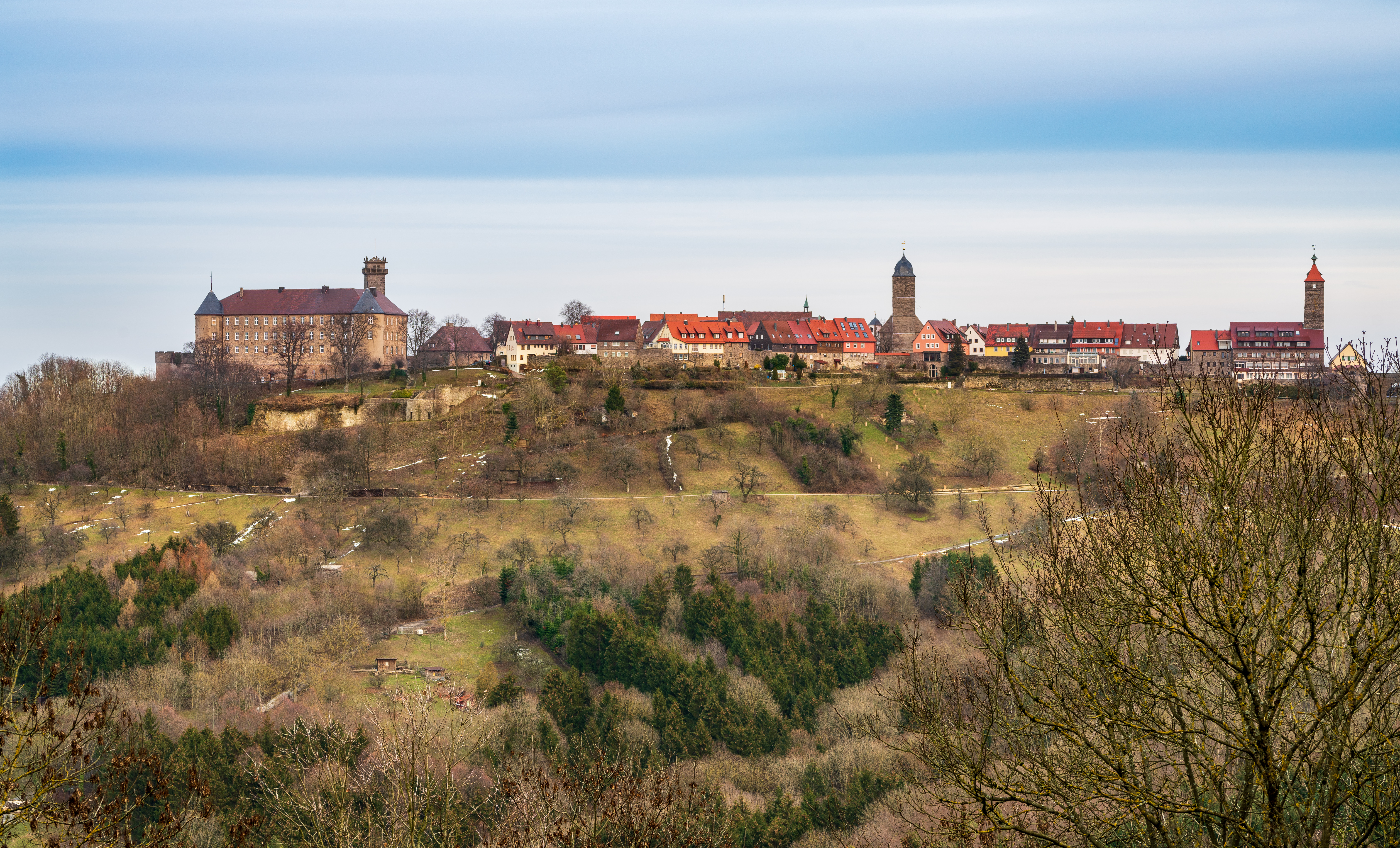
Waldenburg mit dem Schloss
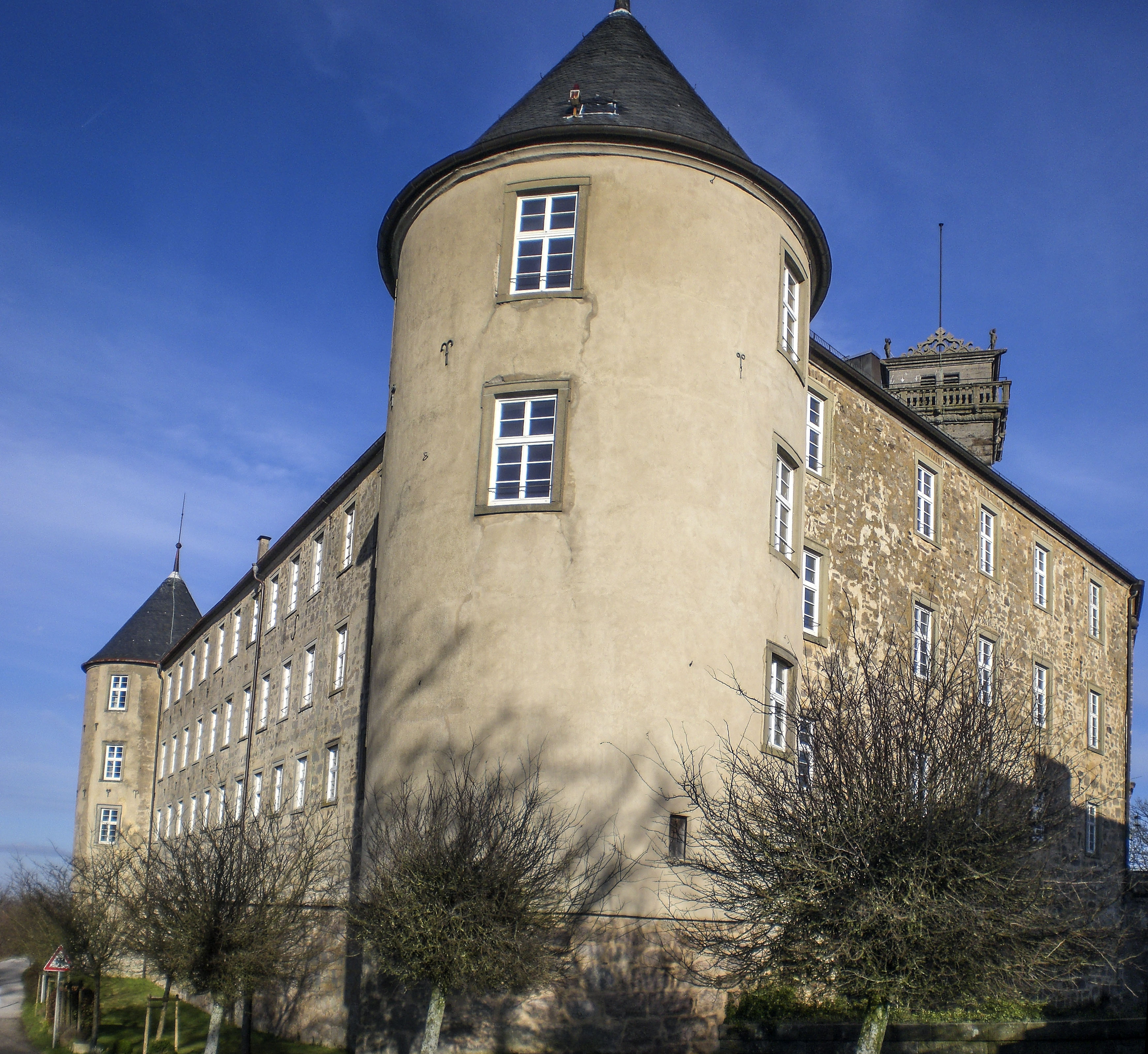
Schloss
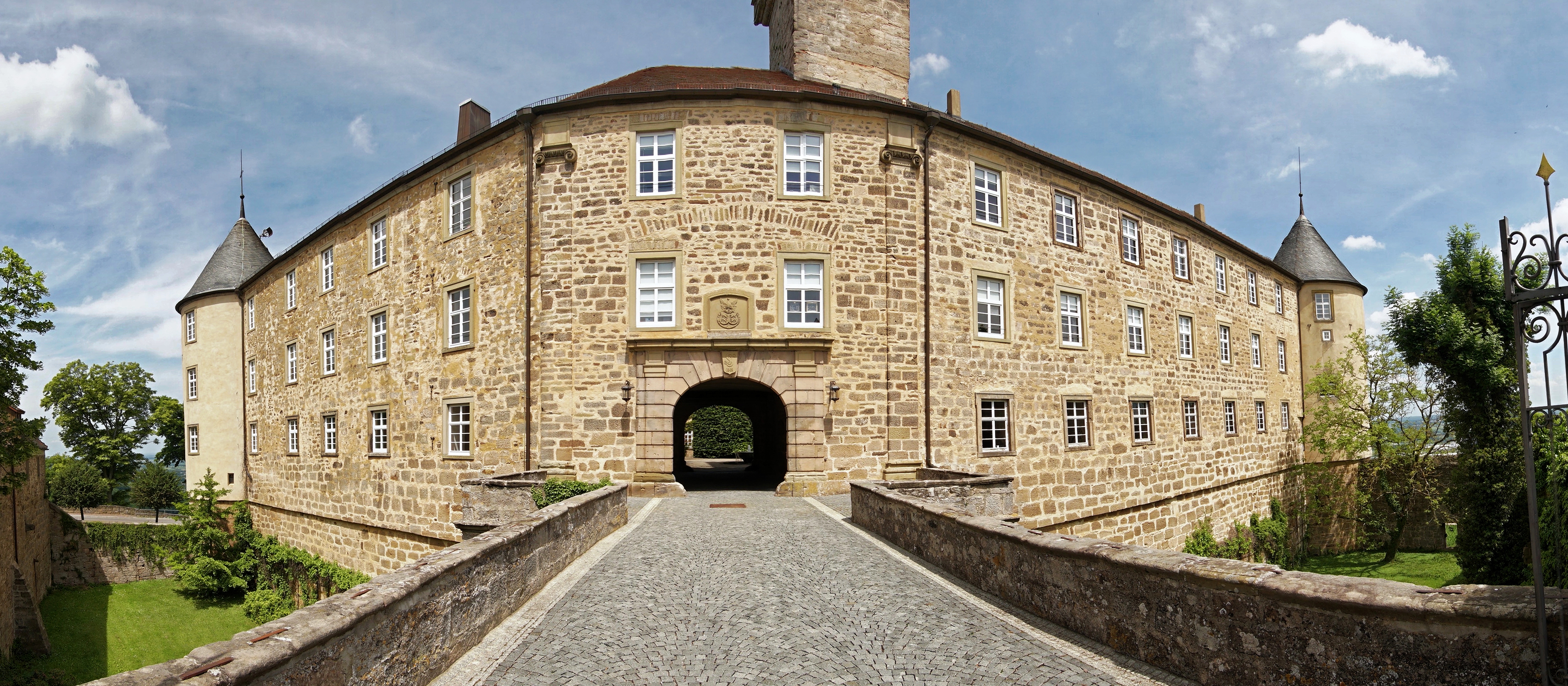
Schlosstor
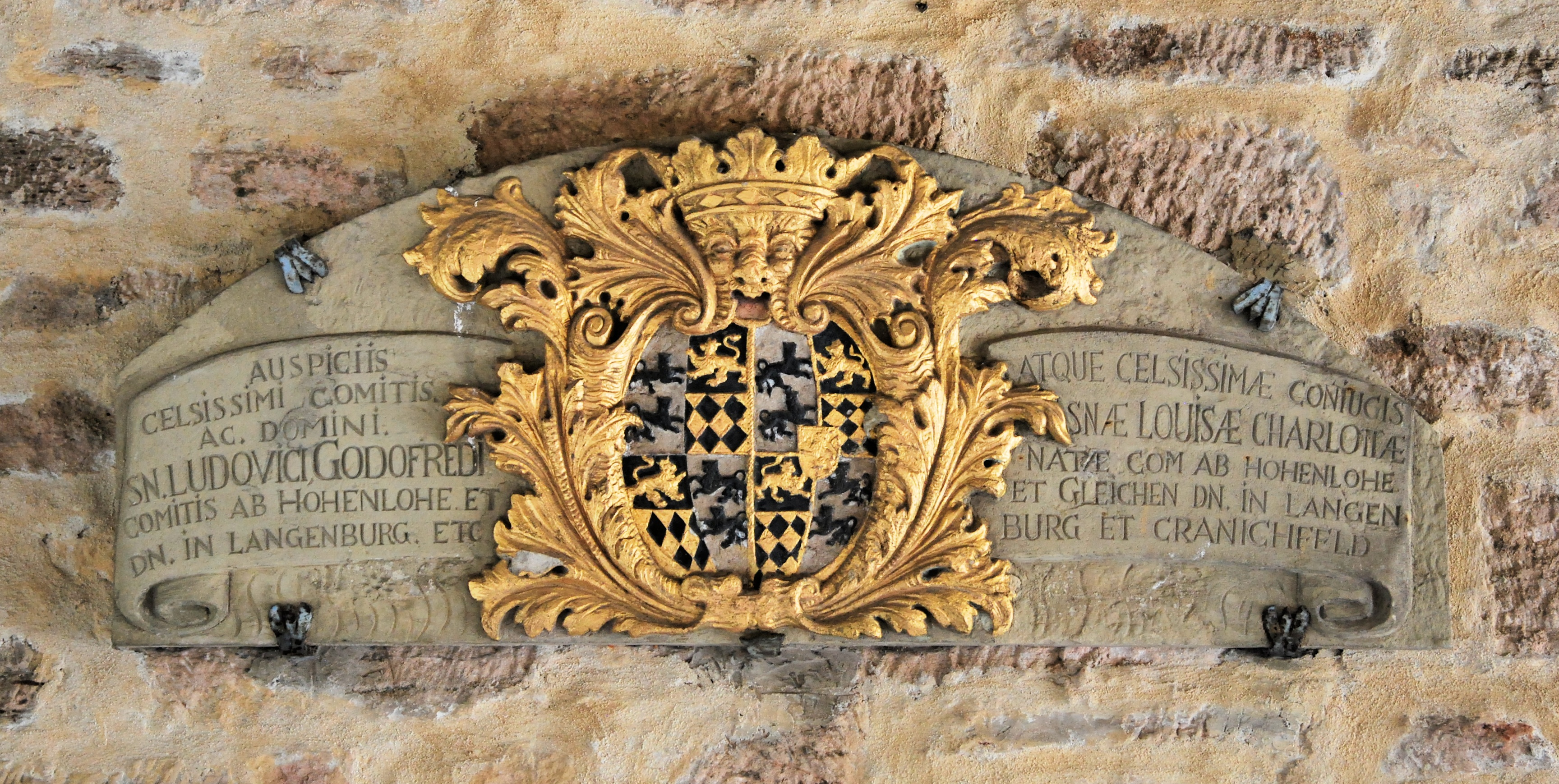
Wappen
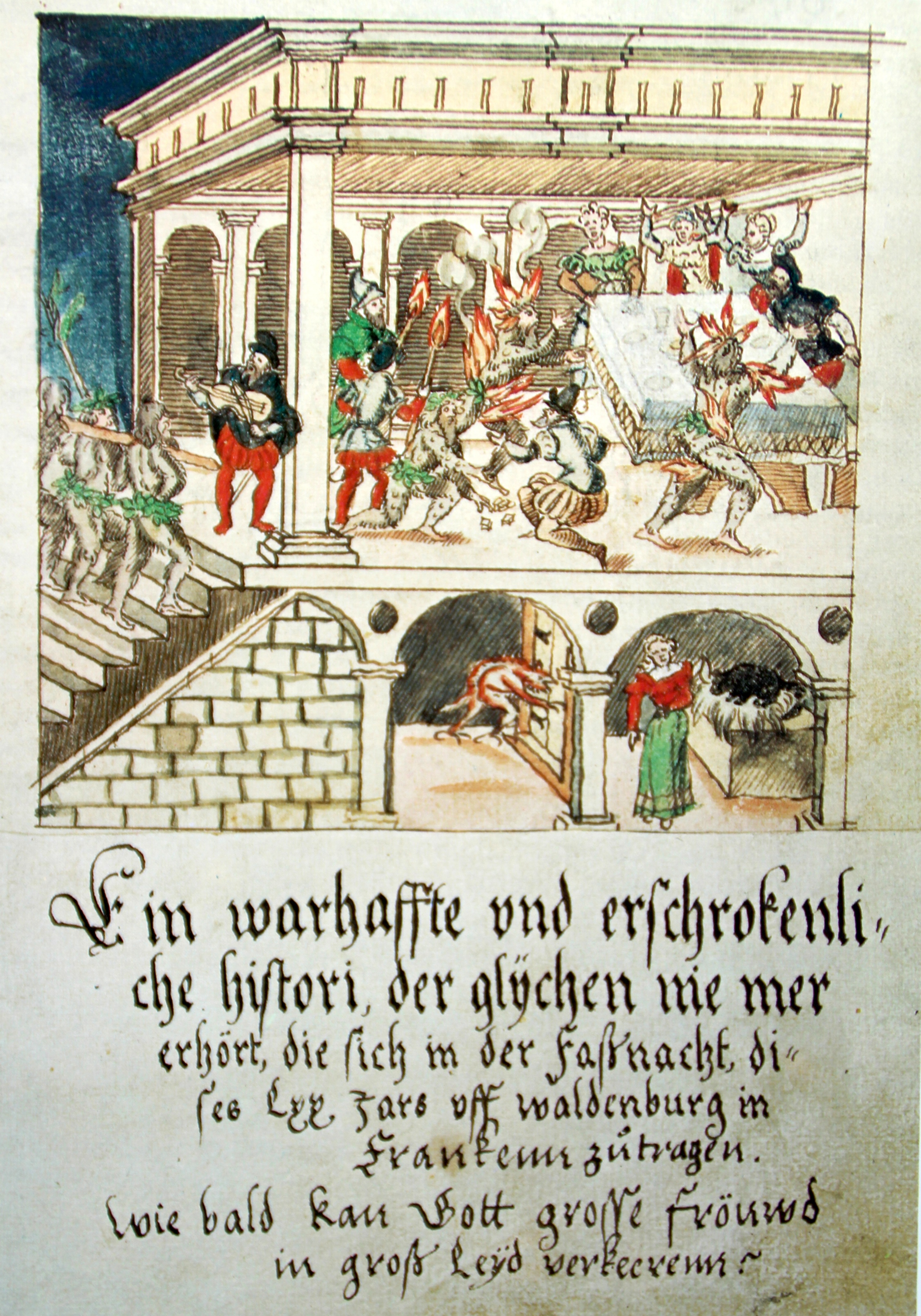
Fastnachtfest in Waldenburg 1570
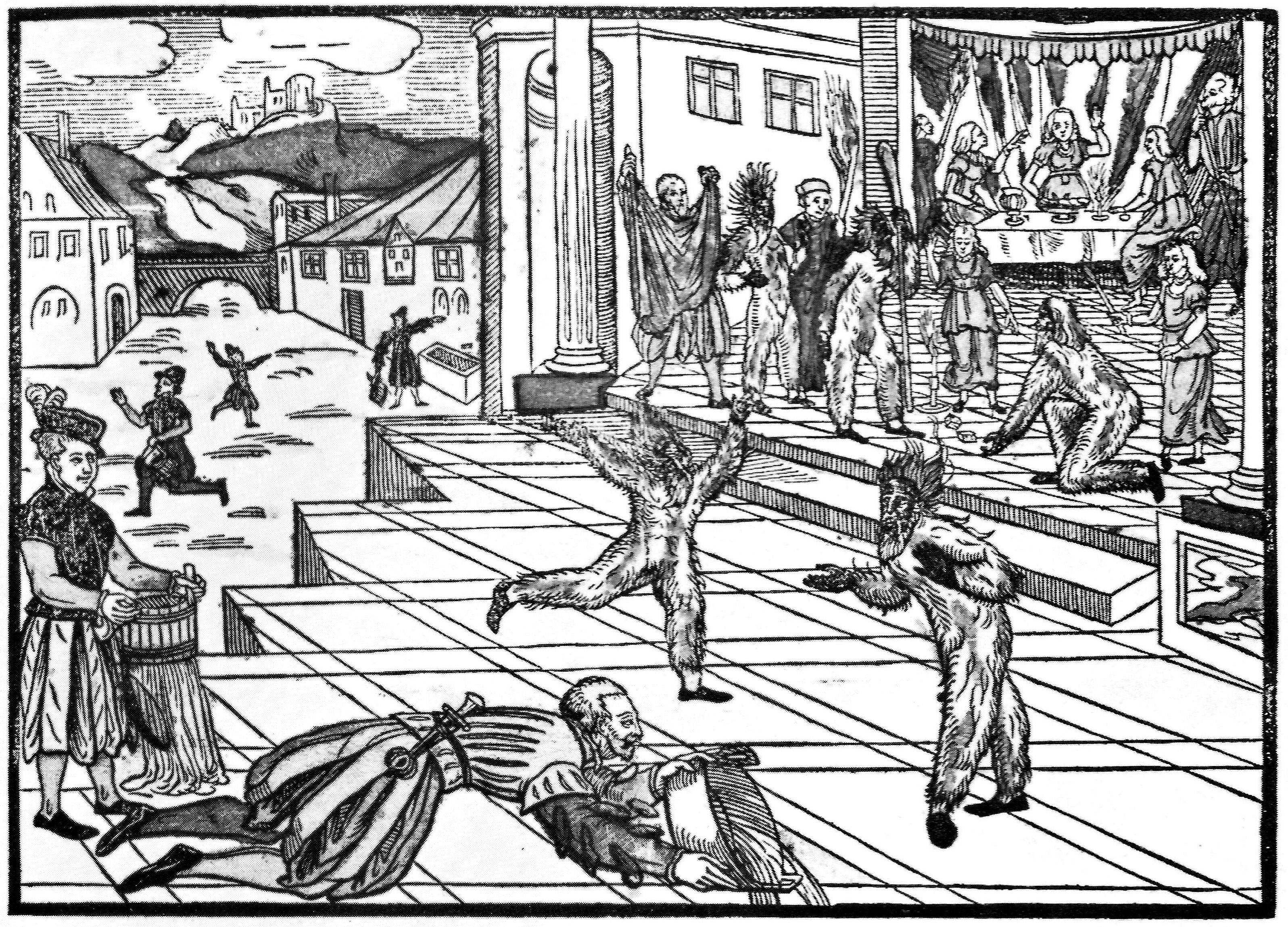
Löschversuche beim Brand während des Fastnachtsfests in Waldenburg
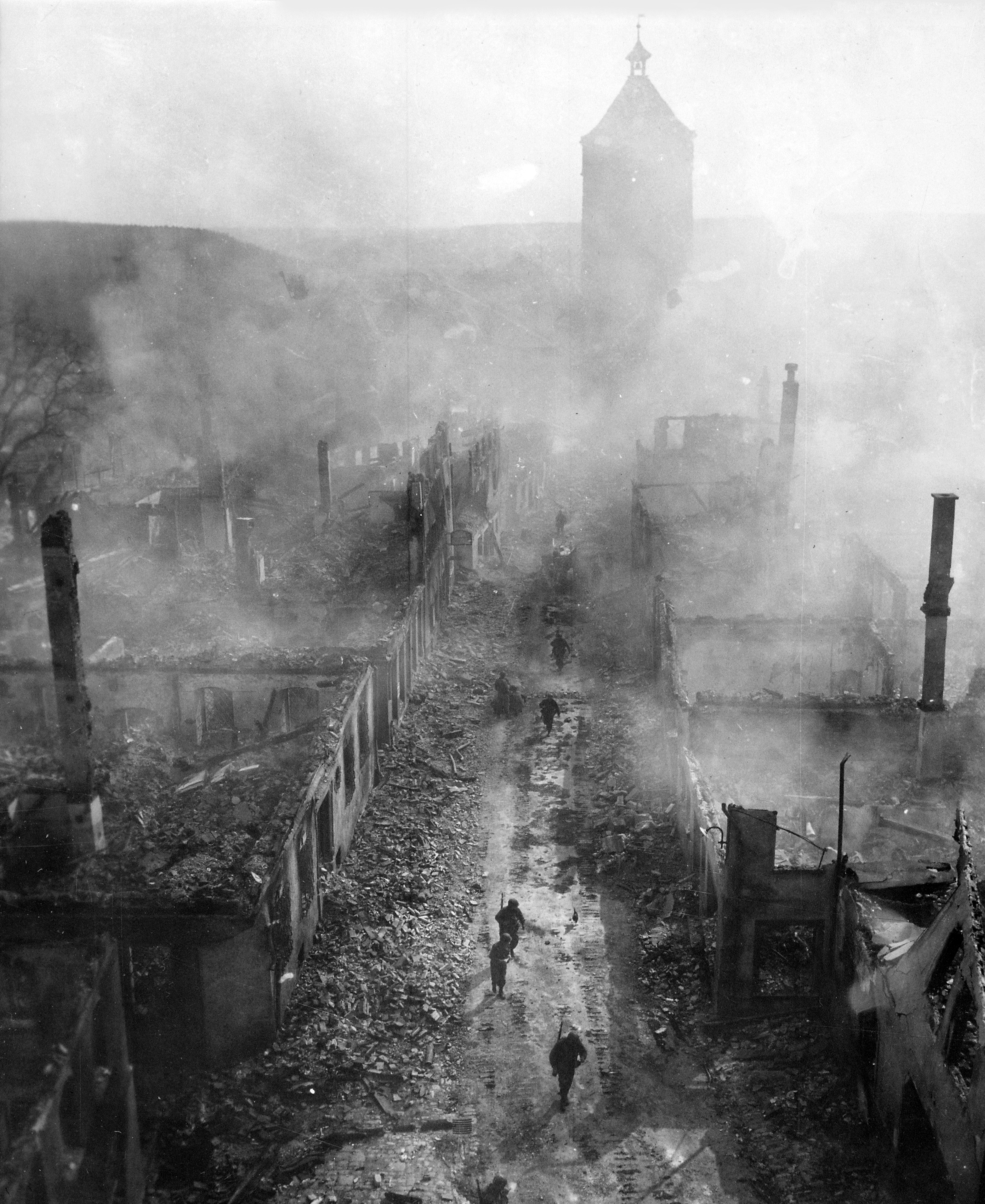
Waldenburg 1945